# Poughkeepsie Bridge
Die Poughkeepsie Bridge (auch als Poughkeepsie Railroad Bridge oder Poughkeepsie-Highland Railroad Bridge bekannt) ist eine freitragende, einspurige, aus Stahl gebaute Eisenbahnbrücke, die den Hudson River zwischen Poughkeepsie am Ostufer und Highland im Westen im US-Bundesstaat New York überspannt. Sie wurde 1889 fertiggestellt und war bis 1974 in Betrieb. 2009 wurde sie als Fußgängerbrücke wiedereröffnet.

## Geschichte

### Entstehung
Die Planungen für eine Brücke über den Hudson begannen bereits vor dem Bürgerkrieg. Zum Ersatz der vielen Fähren wurden im Laufe der Jahre viele Pläne für eine feste Übergangsmöglichkeit südlich von Albany entworfen. Einer der Vorschläge sah einen Streckenverlauf von Anthony’s Nose nach Fort Clinton vor, ungefähr dort, wo sich heute die Bear Mountain Bridge befindet. Dieser Plan wurde nie ausgeführt, obwohl 1868 die Hudson Highland Suspension Bridge Company die Konzession erhielt.
Im Juni 1871 wurde die Poughkeepsie Bridge Company beauftragt, die Brücke zu bauen und John Edgar Thomson von der Pennsylvania Railroad wurde überzeugt, das Projekt zu unterstützen. Bauausführendes Unternehmen sollte die American Bridge Company sein. Doch die Panik von 1873 kam dazwischen und der Plan wurde aufgegeben.
1886 wurde die Manhattan Bridge Building Company gegründet, um den Bau zu finanzieren. Unter den prominenten Geldgebern waren Henry Clay Frick und Andrew Carnegie. Die Union Bridge Company aus Athens (Pennsylvania), die die freitragende Niagara-Brücke errichtet hatte, wurde verpflichtet, das Tragwerk der Poughkeepsie Bridge zu bauen. Entworfen wurde die Brücke von Charles Macdonald und A. B. Paine, während unter anderem die Ingenieure John F. O’Rourke und P. P. Dickinson mitarbeiteten. Der erste Zug überquerte die Brücke am 29. Dezember 1888, offiziell eröffnet wurde sie am 1. Januar 1889.
Die Brücke wurde als Meisterwerk der Ingenieurskunst ihrer Zeit bewertet und hat sechs Hauptbögen. Die Totallänge beträgt 2062,58 Meter und befindet sich 64,62 Meter über dem Wasser. Sie ist ein Teil der direkten Eisenbahnroute zwischen den Neuenglandstaaten und dem mittleren Westen.

### Bestehen

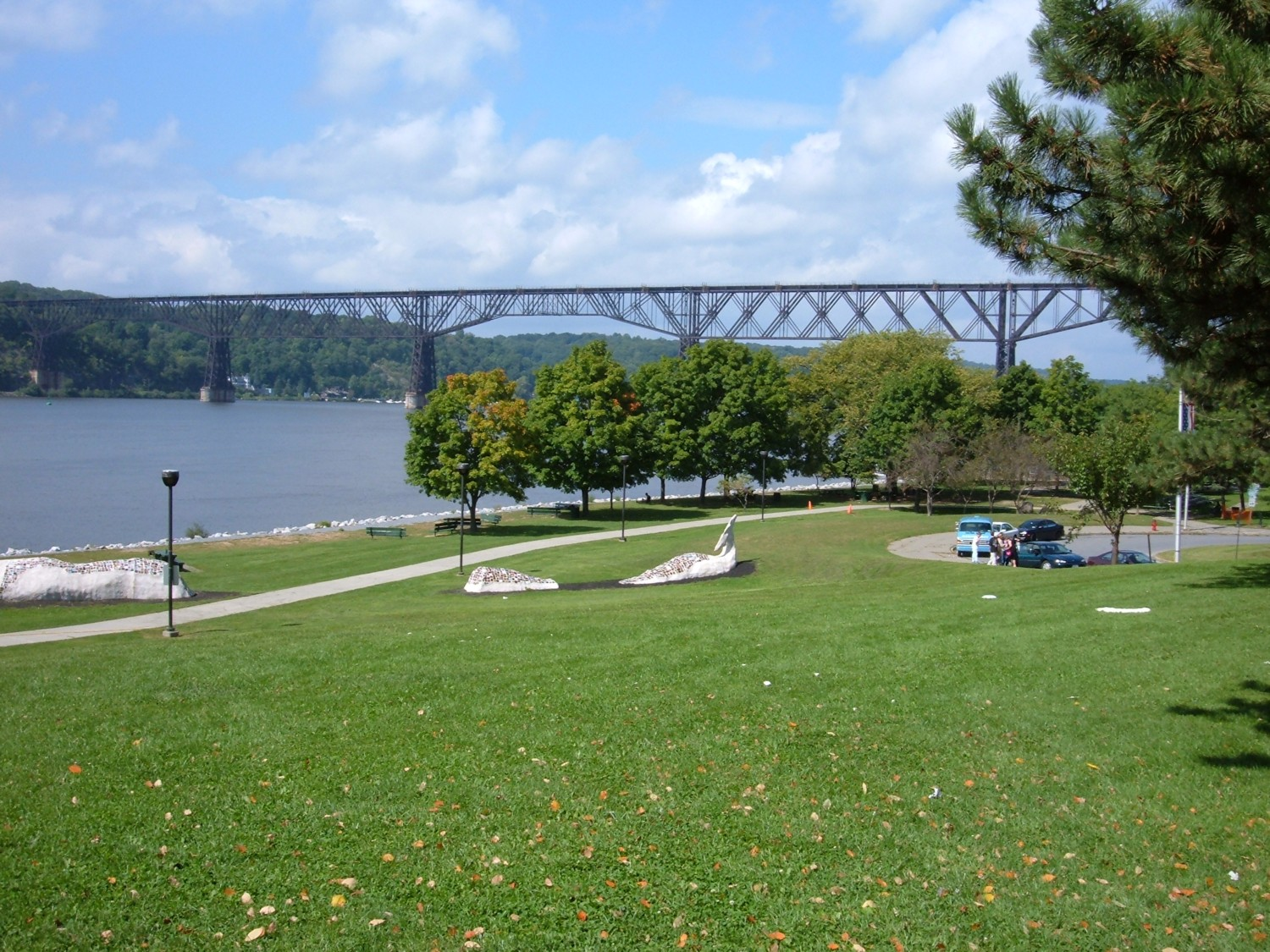
Blickrichtung Nord über den Hudson River auf die Brücke

Die Brücke blieb bis zum Bau der Bear Mountain Bridge 1924 der Hauptübergang über den Hudson südlich von Albany und sollte New York verkehrstechnisch entlasten. Ursprünglich gehörte die Brücke der Central New England Railway (CNE) und ging dann über die New York, New Haven and Hartford Railroad (NH) auf die Penn Central (PC) über.
Die Brücke wurde 1906–1907 erstmals verstärkt, wozu man in die Hauptbrücke über die gesamte Länge des Gerberträgers in der Mitte ein zusätzliches drittes Fachwerk einbaute. Im Jahr 1917 erfolgte durch Modjeski & Angier eine weitere Verstärkung der Stahlkonstruktion. Zur Benutzung durch die immer leistungsfähiger und damit schwerer werdenden Dampflokomotiven wurde nur noch ein Gleis im Zentrum der Hauptbrücke verlegt, die ebenfalls verstärkten Zufahrten blieben zweigleisig.

### Niedergang
Durch den zurückgehenden Güterverkehr im Nordosten der Vereinigten Staaten sowie die allgemeine Krise im Eisenbahnwesen wurde die Brücke immer weniger benötigt. Hinzu kam, dass durch verschiedene Fusionen der Bahngesellschaften Alternativrouten zur Verfügung standen. Nach einem Brand der Brücke am 8. Mai 1974 wurde sie geschlossen und nicht wieder eröffnet. Die Aufgabe dieser Verbindung in die Neuenglandstaaten war ursächlich für die Betriebseinstellung der Bahngesellschaften Lehigh and Hudson River Railway und Lehigh and New England Railroad.

### Wiedergeburt

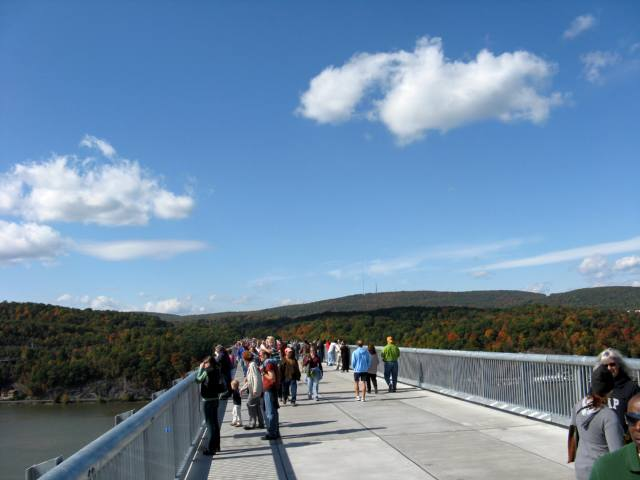
Blickrichtung West auf dem neuen Fußweg

1998 kaufte die gemeinnützige Organisation Walkway Over the Hudson die Brücke und wandelte sie für 10 bis 15 Millionen US-Dollar in einen Fußgängerüberweg um. Die Organisation erhält Unterstützung von Anwohnern, der Stadt und dem Staat, wobei insgesamt etwa 1.000.000 US-Dollar zusammenkamen. Außerdem wurden 550.000 US-Dollar an Schulden erlassen, die von den vorherigen Eignern geblieben waren. Am 3. Oktober 2009 erfolgte die Eröffnung des Fußgängerüberweges. Im gleichen Jahr wurde sie von der American Society of Civil Engineers in die List of Historic Civil Engineering Landmarks aufgenommen.